# Yoga Sūtra

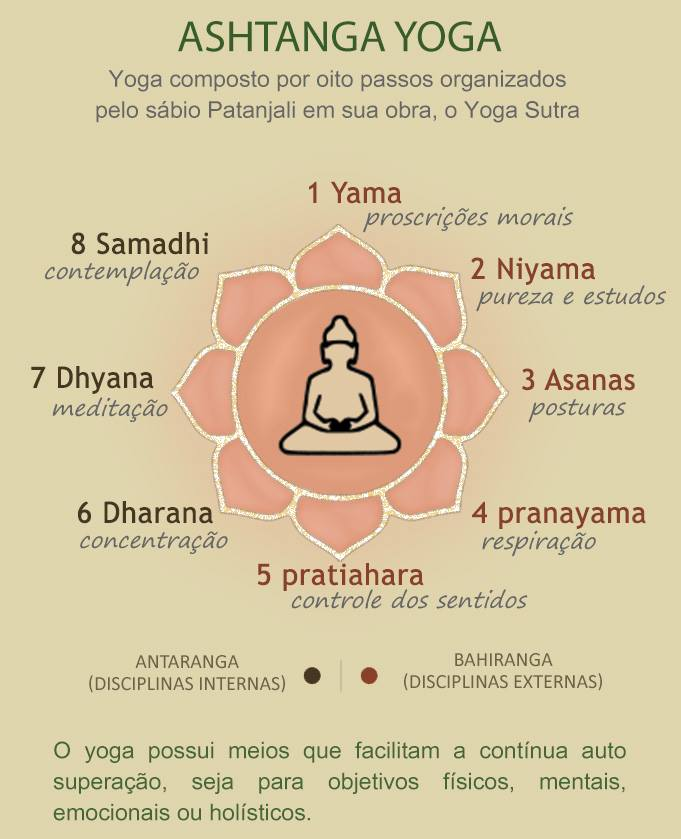
Precetti dello Yoga Sūtra

Lo Yoga Sūtra di Patañjali (in devanagari योगसूत्र «aforismi sullo Yoga») è un testo mistico-filosofico indiano risalente ai primi secoli; ritenuto fondamentale nello Yoga darśana, è uno dei sei sistemi ortodossi dell'induismo.

## Generalità

Il sūtra I.2 in scrittura devanāgarī e trascritto secondo lo IAST.
"Lo Yoga è inibizione (nirodhaḥ) dei processi (vṛtti) mentali (citta)".

L'opera consiste in una raccolta di 196 aforismi, ovvero brevi e significative frasi concepite per essere memorizzate con facilità, come era costume presso i maestri hindu, ove la tradizione orale era il mezzo principale per condividere e tramandare la conoscenza.
Dell'autore, il filosofo Patañjali, nulla si sa oltre le leggende, e difficile risulta anche una datazione accurata dei sūtra stessi. Dal fatto che alcuni di questi contengano accenni alle scuole del Grande Veicolo del Buddhismo, l'accademico Gavin Flood conclude che l'opera fu concepita non prima del I secolo a.C. e non dopo il V secolo d.C.
Altri studiosi hanno ritenuto di identificare questo filosofo con un omonimo grammatico, l'autore del Mahābhāshya, che potrebbe invece essere vissuto qualche secolo prima:

Il testo è suddiviso in quattro sezioni (pāda):
- Samādhi Pāda (समाधिपादः), 51 sūtra

viene introdotto e illustrato lo Yoga come mezzo per il raggiungimento del samādhi, lo stato di beatitudine nel quale, sperimentando una differente consapevolezza delle cose, si consegue la liberazione dal "ciclo delle rinascite" (saṃsāra).
- Sādhana Pāda (साधानपादः), 55 sūtra

vengono descritti il Kriyā Yoga  e l'Aṣṭāṅga Yoga (lo "Yoga degli otto stadi", noto anche come Raja Yoga, lo "Yoga regale").
- Vibhūti Pāda (विभूतिपादः), 56 sūtra

si prosegue con la descrizione delle ultime fasi del percorso yogico, e vengono esposti i "poteri sovraumani" (vibhūti) che è possibile conseguire con una pratica corretta dello yoga.
- Kaivalya Pāda (कैवल्यपादः), 34 sūtra

Kaivalya vuol dire letteralmente "separazione", e si allude qui alla separazione fra spirito (puruṣa) e materia (prakṛti).
Lo storico delle religioni Mircea Eliade così sintetizza il contributo del filosofo:
(Mircea Eliade, Lo Yoga. Immortalità e libertà, Op. cit.; p. 47)
Entrambi i sistemi, lo Yoga e il Sāṃkhya (un altro dei sei darśana dell'induismo), hanno infatti come fine quello di voler liberare l'uomo dalla sofferenza insita nella condizione umana e quindi dal ciclo delle rinascite. Il Sāṃkhya afferma che a tale scopo sia sufficiente la conoscenza metafisica (gnosi), il riconoscere cioè che esistono due principi ultimi, la materia e lo spirito, e che questi sono in realtà distinti fra loro, essendo lo spirito spettatore puro e passivo delle dinamiche della materia, materia che è ciò di cui siamo fatti, mente e corpo.

Patañjali ritiene invece insufficiente la sola conoscenza, e nei suoi Yoga Sūtra espone una tecnica psicofisiologica il cui fine è quello di superare gli stati ordinari della coscienza, per realizzare uno stato soggettivo che è sia extrarazionale sia sovrasensoriale (samādhi), grazie al quale ottenere la liberazione (mokṣa).

## Samādhi Pāda

### Yoga
Nel sūtra I.2 Patañjali definisce lo Yoga come "soppressione (nirodhaḥ) degli stati (vṛtti) psicomentali (citta)". Il termine adoperato dal filosofo, citta, è la "massa psichica" intesa come ciò che elabora l'insieme di tutte le sensazioni, dall'esterno e dall'interno. Vṛtti vuol dire letteralmente "vortice": ciò cui Patañjali si sta riferendo è l'attività ordinaria del citta, continuamente trascinata dal pensiero e dalle sensazioni, ed è questo incessante lavorio che lo Yoga si propone di inibire, risultato non fine a sé stesso ma indispensabile traguardo per il conseguimento del vero obiettivo: l'affrancamento dal saṃsāra, la liberazione.
Nella filosofia del Sāṃkhya, che come si è detto Patañjali adotta, citta è l'insieme formato da buddhi (l'intelletto; l'intelligenza discriminante), ahamṁkāra (il senso dell'Io; l'Ego), manas (la mente; il senso interno che sovrintende agli altri dieci sensi, i cinque di percezione e i cinque di azione). Il filosofo e mistico Vivekananda usa il termine "materiale mentale" (mind-stuff) per tradurre citta, l'insieme costituito dalle suddette tre categorie del Sāṃkhya. Quando uno stimolo giunge al citta vengono prodotte le vṛtti, e tutto ciò che ordinariamente noi conosciamo non è che una reazione a quegli stimoli: le vṛtti sono il nostro universo. Tacitare queste ultime consente al citta di tornare a quello stato di purezza cui naturalmente tende, il che è poi il fine dello Yoga espresso nella terminologia del Sāṃkhya.
Il maestro yoga B. K. S. Iyengar preferisce tradurre citta con "coscienza", essendo essa veicolo dell'osservazione, dell'attenzione e della ragione.
Cinque sono gli stati psicomentali (I.6): giusta conoscenza (la mente, tramite la percezione, l'inferenza e l'autorità, produce pensieri non contraddittori); errore (la mente costruisce pensieri non aderenti alla realtà); astrazione (la mente si astrae dalla realtà e tenta di descriverla verbalmente); sonno (la mente elabora in assenza di oggetti concreti); memoria (la mente rievoca esperienze precedenti). La pratica costante (I.12) permette di inibire questi possibili stati della mente.

### Samādhi
L'ultima fase del percorso yogico è il samādhi ("congiunzione", "enstasi", "concentrazione"), definito più oltre da Patañjali come quello stato in cui la mente è unita all'oggetto (III.3); quello stato, cioè, in cui l'oggetto si rivela in "sé stesso", senza bisogno di essere ricondotto a categorie note: è l'accezione gnoseologica del samādhi secondo lo storico delle religioni Mircea Eliade.
Vivekananda così commenta il sūtra III.3:
(Vivekananda, Patanjali's Yoga Aphorisms, Op. cit.)
Lo stesso Eliade fa notare che le implicazioni che il samādhi comporta hanno una portata ben più ampia, che si estende oltre lo Yoga inteso come disciplina o scuola filosofica:
(Mircea Eliade, Lo Yoga. Immortalità e libertà, Op. cit.; p. 89)
Il samādhi può essere di due tipi, "con sostegno" (samprajñāta samādhi) e "senza sostegno" (asamprajñāta samādhi) (I.17-20): il primo lo si consegue applicandosi su un oggetto (il sostegno), reale o immaginato, ed è il risultato di una corretta pratica dello Yoga; il secondo può avvenire, ma non è detto che ciò accada, soltanto se si è conseguito il primo. Eliade spiega che il samādhi senza sostegno può essere visto come un "ratto": giunge senza essere chiamato.
Il filosofo Vijñāna Bhikṣu, uno dei più noti commentatori dell'opera, spiega la differenza fra i due samādhi con l'affermare che nel samprajñāta samādhi tutti gli stati psicomentali sono ormai inibiti tranne quello che consente la meditazione stessa, nell'asamprajñāta samādhi scompare qualsiasi forma di coscienza.
Patañjali prosegue quindi descrivendo le quattro specie del samprajñāta samādhi (I.42-50): savitarka ("argomentativa": l'oggetto della meditazione è percepito con l'ausilio del ragionamento riflessivo); nirvitarka ("non argomentativa": l'oggetto della meditazione è percepito sgombro dalle contaminazioni della memoria, e le argomentazioni logiche cessano); saviśara ("riflessiva": la percezione oltrepassa l'aspetto esteriore dell'oggetto); nirviśara ("sovra-riflessiva": la percezione prosegue liberandosi delle categorie dello spazio e del tempo).
Mircea Eliade mette in guardia dal confondere il samādhi con la trance ipnotica, stato psicologico invero già noto agli indiani, e descritto in diversi testi sacri e non. Uno dei termini utilizzati dallo storico per tradurre samādhi è, come si è detto, "enstasi", neologismo adoperato proprio per contrapporre l'esperienza del samādhi a quella dell'estasi. Mentre quest'ultima è, secondo l'etimologia (ek-stasis, "uscire fuori") e nelle descrizioni fornite da chi l'ha sperimentata, un estraniamento da sé e dal mondo volto alla congiunzione col divino, l'enstasi è, al contrario, un ricongiungersi con la propria coscienza più pura: nel samādhi lo yogin non è né rapito in un "volo estatico" né immerso in uno stato di autoipnosi, "egli vi penetra con estrema lucidità". Così anche l'indologo Jean Varenne:
(Jean Varenne, Upanisads du Yoga, Gallimard, 1971)

### Dio
Lo Yoga si differenzia dal Sāṃkhya anche per essere teista. La parte che Patañjali assegna a Dio (Īśvara nel testo) è però decisamente secondaria: non si tratta né di un dio creatore né di un dio giudice, ma di un dio che può essere di aiuto allo yogin (I.23). Dal punto di vista dottrinale, Dio è definito come il sommo Sé, un particolare spirito (puruṣa) quindi, consapevolezza suprema (I.24-25), maestro di ogni maestro (I.26). Īśvara è quindi un archetipo dello yogin, un collaboratore supremo ideale, un modello al quale, volendo, abbandonarsi (II.1). Per il filosofo Vyāsa, uno dei principali commentatori di Patañjali, Īśvara è un puruṣa che è sempre stato libero.
Ben differente è invece il ruolo che altri commentatori dell'opera (Vācaspati Miśra, Vijñāna Bhikṣu, Nīlakṇṭha, Bhoja, per esempio) assegneranno a Dio nello Yoga, dando più spazio ai concetti di devozione (bhakti) e grazia divina, elementi invero assenti nel nostro, per il quale il ruolo di Dio non è necessario.

## Sādhana Pāda

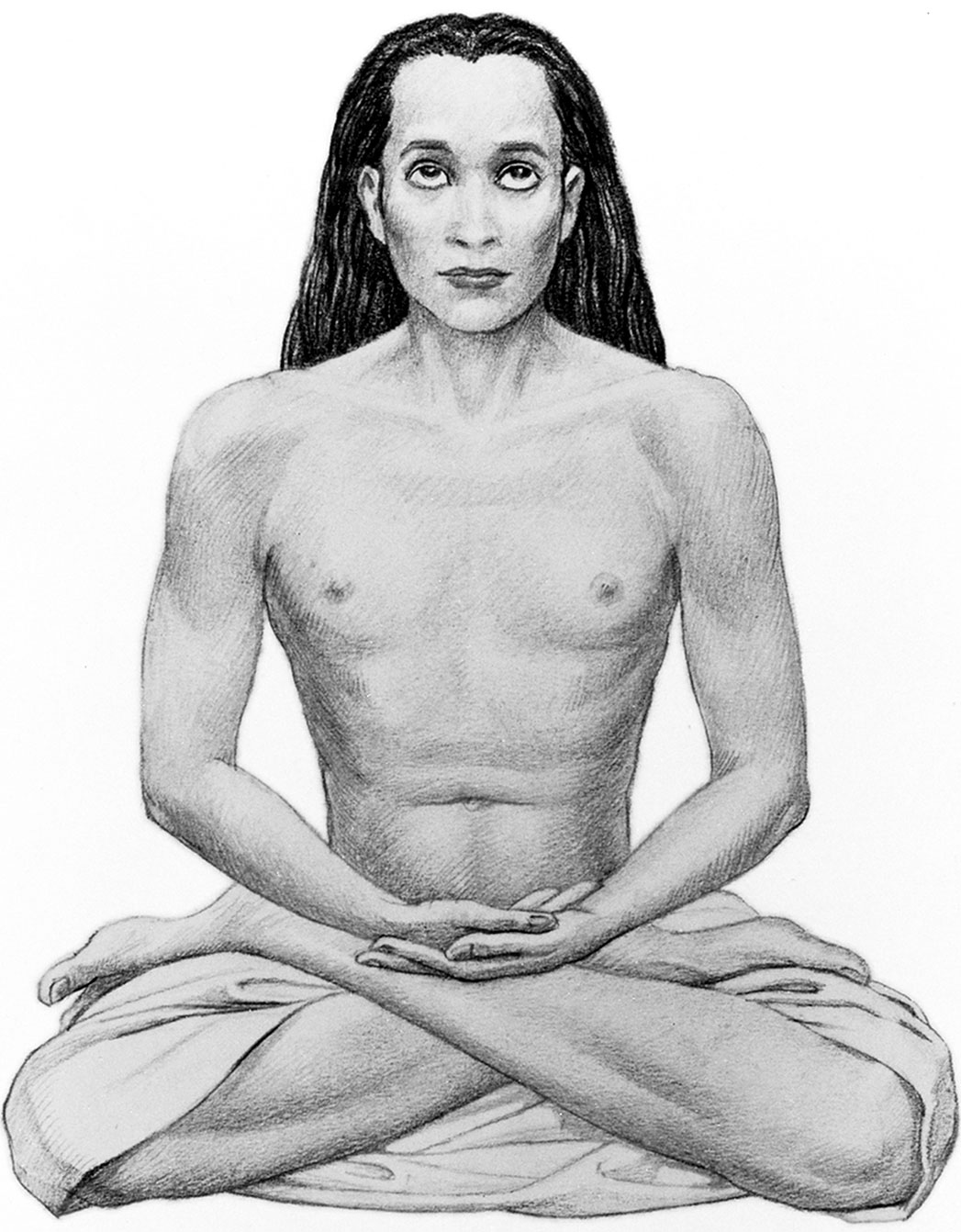
Una delle più note posture dello Hatha Yoga, la padmāsana. In realtà negli Yoga Sūtra Patañjali non si sofferma su questo aspetto, e parla genericamente di posizione confortevole (II.46).

Sādhana sta per "realizzazione": in questo capitolo Patañjali descrive principalmente l'aspetto pratico dello Yoga. Il Kriyā Yoga e l'Aṣṭāṅga Yoga compaiono esposti per la prima volta in modo sistematico proprio in quest'opera.

### Kriyā Yoga
Nel sūtra II.2 il Kriyā ("azione") Yoga è definito come quella disciplina la cui osservanza è in grado di eliminare gli stati dolorosi (kleśa). Patañjali affronta però l'aspetto pratico vero e proprio solo nella parte dedicata all'Aṣṭāṅga Yoga, facendo precedere a questa una digressione teorica.
Cinque sono gli stati che generano dolore (II.3): ignoranza (avidyā); sentimento di individualità (asmitā); attaccamento (rāga); disgusto (dveśa); volontà di vivere (abhiniveśa).
Questi stati dolorosi sono la causa degli atti (karma) compiuti in questa e nelle precedenti vite (II.12), e ciò che adesso facciamo influenzerà anche la posizione sociale, la durata e le esperienze della prossima vita (II.13). Ciò premesso, Patañjali esplicita quella che è la legge nucleare dell'intera ricerca induista nel periodo successivo alle Upaniṣad:
(Yoga Sūtra, II.15)
Ogni dottrina religiosa, ogni speculazione filosofica induista parte da questo assunto per poi proporre la propria soteriologia: si torna a nascere perché nelle precedenti vite non si è riusciti a conseguire la liberazione, e tornare a vivere è sofferenza, sofferenza perché occorre riprendere la ricerca cercando di non ripetere gli stessi errori, sofferenza perché si è di nuovo afflitti dagli stati dolorosi che la vita stessa comporta. Ma, fa notare Mircea Eliade, tutto ciò non implica necessariamente una visione pessimista della vita: la sofferenza universale è una modalità ontologica di ciò che è vivente, una necessità cosmica di cui occorre prendere atto per intraprendere la strada della liberazione: Il "saggio" (vivekinaḥ, lett. "quello che discrimina"), è quindi colui che ha riconosciuto la sofferenza universale, conditio sine qua non per la salvezza.
La avidyā (a-vidyā, "non conoscenza"), il primo degli stati dolorosi, è proprio la mancata presa di coscienza di questa sofferenza universale. Essa è alla base di ogni altra sofferenza (II.4). La seconda afflizione, asmitā, è credere che ciò di cui siamo fatti sia in qualche modo il soggetto ultimo che percepisce il mondo, confondere cioè materia (il soggetto agente-percepente) e spirito (il soggetto cosciente); prakṛti e puruṣa, per usare la terminologia del Sāṃkhya; o "veduto" (dṛśyayoḥ) e "veggente" (draṣṭṛ), per usare i termini di Patañjali stesso (II.6 e II.17).
B. K. S. Iyengar classifica come intellettuali questi primi due stati dolorosi; come emozionali i secondi due (attaccamento alle cose piacevoli e avversione per quelle spiacevoli); come istintuale il quinto (attaccamento alla vita o paura della morte). Essi sono dunque in relazione con le principali aree del nostro cervello.

### Aṣṭāṅga Yoga
Il percorso verso il samādhi (e quindi la liberazione) si articola in otto fasi: gli aṣṭāṅga ("otto membra") dello Yoga sono (II.29): i freni (yama); le discipline (niyama); le posizioni (āsana); il ritmo della respirazione (prāṇāyāma); l'emancipazione dell'attività sensoriale dall'influsso degli oggetti esterni (pratyāhāra); la concentrazione (dhāraṇā); la meditazione yoga (dhyāna); la congiunzione (samādhi).
I freni e le discipline (yama e niyama) riguardano l'aspetto etico della vita dello yogin: si tratta di astensioni e osservanze non specifici di questa filosofia, ma Patañjali li ritiene fondamentali per il percorso yogico: essi tendono a creare uno stato "purificato" indispensabile. Le posizioni, il controllo della respirazione e la ritrazione dei sensi (āsana, prānayāma e pratyārā) costituiscono invece la tecnica yoga propriamente detta. Il retto comportamento unito alla pratica (le prime cinque fasi dunque) permettono di sperimentare le seguenti tre, la concentrazione, la meditazione e la congiunzione (dhāraṇā, dhyāna e samādhi): Patañjali accomuna queste ultime tre fasi adoperando il termine saṃyama (III.4) e si sofferma più ampiamente su questo tema nel terzo pāda.

## Vibhūti Pāda
In questa terza parte il filosofo spiega più dettagliatamente le ultime tre fasi dell'Aṣṭāṅga Yoga, ossia il saṃyama ("dominio dello spirito"): concentrazione (dhāraṇā), meditazione (dhyāna), congiunzione (samādhi); prosegue descrivendo alcuni poteri extra-normali che lo yogin può conseguire durante il saṃyama.

### Saṃyama

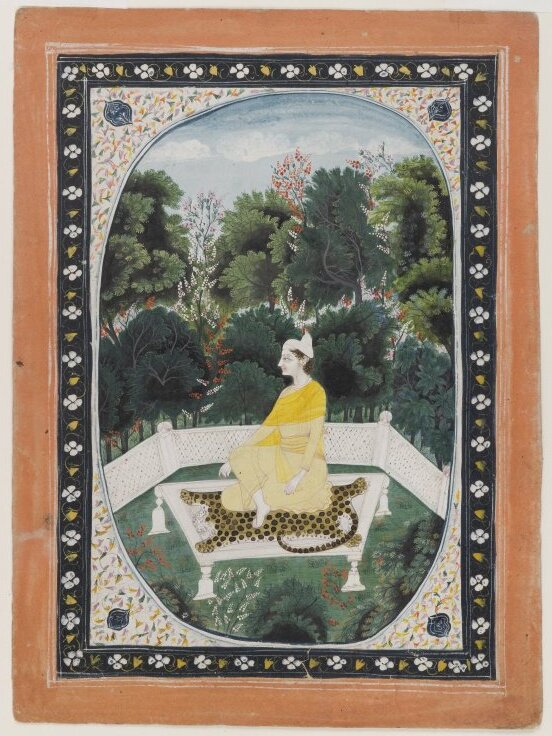
Uomo che medita nel giardino, acquarello di anonimo risalente al XIX secolo. È da notare che l'uomo sta praticando su una pelle di tigre, caratteristica questa di Shiva, un epiteto del quale è Mahāyogin, "Il grande yogin", protettore e archetipo dello yogin.

Dhāraṇā è la concentrazione su un oggetto scelto come ausilio (III.1), concentrazione nel senso di fissare l'attenzione su tale oggetto. Vyāsa preciserà che questo può essere anche una parte del corpo (per esempio, l'ombelico, la punta del naso, il cuore). Continuando il dhāraṇā, quando il pensiero è diventato fluido e completamente centrato sull'oggetto, si ottiene il dhyāna (III.2). In letteratura il termine sanscrito dhyāna è a volte tradotto con "meditazione", ma si tratta evidentemente di ben altro dalla "meditazione profana", essendo il dhyāna uno stato particolare dell'attenzione preceduto da un preciso complesso di tecniche e sostenuto da un retto comportamento. Quando, nel dhyāna, l'oggetto si rivela in sé stesso, non distorto da chi vi sta meditando, allora si ha il samādhi (III.3). Vijñāna Bhikṣu commenta questo passaggio affermando che il samādhi è quando ci si libera della meditazione, dell'oggetto meditato e del soggetto meditante. Egli aggiunge che mentre il dhyāna è suscettibile di essere interrotto, il samādhi è al contrario uno stato "invulnerabile", chiuso agli stimoli.

### Vibhūti
A partire dal sūtra III.16 vengono esposti i "poteri miracolosi" (vibhūti; o anche siddhi, che letteralmente vuol dire "perfezioni") come risultato della pratica del saṃyama: concentrandosi su uno o più oggetti e quindi meditando su di essi e realizzando la congiunzione, lo yogin acquista poteri "occulti":
(Vācaspati Miśra, Tattva-vaiśāradī, glossa a III.30)
Alcune siddhi sono: conoscenza del passato e del futuro (III.16); conoscenza delle vite precedenti (III.18); conoscenza degli stati psicomentali altrui (III.19); invisibilità (III.21); conoscenza del sistema solare (III.27); scomparsa della fame e della sete (III.31); levitazione (III.40), eccetera.
Questi poteri, però, non sono e non devono essere il fine dello Yoga, e Patañjali mette in guardia il lettore vincolando la liberazione proprio al superamento di questi:
(Patañjali, Yoga Sūtra, III.51)
Vyāsa, nel commentare questo sūtra, parla delle siddhi come di "miraggi magici", illusioni che tentano di distogliere lo yogin dal retto percorso.

## Kaivalya Pāda

### Kaivalya
Nel settimo sūtra di questa sezione, Patañjali così scrive:
(Yoga Sūtra, IV.7)
Questa distinzione in tre parti del karma (le "azioni") ha una sua corrispondenza con le tre guṇa, le tre componenti, o qualità, della prakṛti ("materia"): secondo il Sāṃkhya le trasformazioni che la materia subisce nel tempo (pariṇāma, "evoluzione") sono dovute all'avvicendarsi di queste tre componenti fondamentali: tamas, rajas, sattva. Ai primordi del tempo, le tre guṇa giacciono in perfetto equilibrio fra loro: è lo stato della materia immanifesta, il tempo non esiste. Quando questo equilibrio si altera, la materia diventa manifesta, il tempo ha inizio. Gli aspetti della materia non sono se non l'effetto della colorazione che viene dalle guṇa, esseri viventi non esclusi. Anche le nostre azioni (karma) sono perciò colorate dalle guṇa: nere (tamas), grigie (rajas) e bianche (sattva). Così non è per lo yogin che ha raggiunto la perfezione: egli è al di là delle guṇa, il che equivale a dire che il karma, la legge di causa ed effetto, non lo vincola più, è libero. Nel commentare questo sūtra, Iyengar afferma che è qui che viene evidenziato il vero significato del Kaivalya Pāda.
Il tema del libero agire ha una sua importanza centrale in un mondo che è dominato dalla legge del karma, e l'affermazione di Patañjali non è dissimile da quella evidenziata in modo forse più incisivo da Krishna nella Bhagavadgītā:
(Bhagavadgītā, II.45 e II.47)
Nei successivi sūtra Patañjali spiega che gli effetti, o frutti, delle azioni passano da una vita alla successiva avendo come substrato la memoria (smṛti) (IV.9) e presentandosi come desideri (IV.10): passato e futuro sono perciò reali come lo è il presente, gli stati del tempo corrispondono a differenti combinazioni delle guṇa (IV.12-13), il cui gioco ha come effetto di produrre l'illusione del tempo.
Dal sūtra IV.16 il filosofo si pone il problema del rapporto fra citta e puruṣa, fra il prodotto più evoluto della materia ("materiale mentale", "mente" o "coscienza" che dir si voglia) e lo spirito cioè, in relazione al problema della conoscenza. Il citta non può conoscere sé stessa (IV.19), e:
(Yoga Sūtra, IV.20)
Il citta è una (IV.21), ma mossa da molte impressioni (vāsana); la sua funzione ultima è e resta quella di agire per il puruṣa (IV.24). Quando si sarà compreso pienamente questo rapporto, cioè la distinzione (viśeṣa) che sussiste fra i due (IV.25), allora si potrà affermare di essere nel kaivalya (IV.26).

## Conclusioni
Nel secondo pāda Patañjali ha illustrato i mezzi pratici per conseguire il samādhi; nel primo spiegato cosa il samādhi sia; quali i suoi frutti nel terzo. Negli ultimi sūtra di quest'ultimo pāda, dopo aver discusso su cosa debba intendersi per kaivalya, egli torna su quell'argomento: quando si raggiunge il samādhi, le tre guṇa terminano il loro compito (IV.32), il tempo si ferma (IV.33) e:
(Yoga Sūtra, IV.33 (IV.34))
Come aveva già espresso in II.18, II.21 e poi ribadito in IV.24, la natura (prakṛti) esiste non per soddisfare sé stessa ma per consentire l'emancipazione (apavarga), per consentire cioè da un lato, alla propria parte più elevata (il citta) di riconoscere sì d'essere altro dallo spirito (puruṣa), ma al contempo affine a questo; dall'altro, al puruṣa di non essere più ingannato dall'evoluzione della prakṛti, d'essere al di là del legame causa-effetto cioè, e quindi di ritrovare la sua autentica natura, che è pura conoscenza (dṛśimātraḥ śuddhaḥ) (II.20).

## Traduzioni
In italiano:  Patañjali - yoga-sūtra, traduzione di Guido Sgaravatti, presentazione di Angelo Bona, Abano terme, Uniontrust, 2009, ISBN non esistente.